# Jesús Gómez Portugal (Aguascalientes)
Jesús Gómez Portugal (conocido también como Margaritas), es una población en el estado mexicano de Aguascalientes, se encuentra a 11 km de la capital, Jesús María. 
Cuenta con una extensión de 7489 km². La mayor parte del territorio de esta comunidad se encuentra en terrenos sin población, todo tipo de construcción ocupa apenas un 40% del territorio. Tiene una población de 9639 habitantes aproximadamente.
La población de Margaritas se caracteriza por ser muy servicial con sus visitantes. Esta comunidad fue fundada en el año de 1946, por el señor Clemente Romo Jiménez y su esposa Carmen González de la ciudad de Aguascalientes.